# Julia Isídrez
Julia Isídrez (Itá, 16 de febrero de 1967) es una ceramista paraguaya. 

## Trayectoria
Isídrez nació en Itá en el Departamento Central, ciudad que también es apodada la Capital de la Cerámica.
Proviene de una familia de ceramistas, y fue educada en esta profesión por su madre Juana Marta Rodas, quien lo había aprendido de su madre y abuela. Comenzó con 17 años. En Paraguay la cerámica se practica principalmente por mujeres y deriva de la tradición alfarera precolonial de los guaraníes. Sus piezas se van formando a partir de la técnica de churros, añadiendo rollos cilíndricos de barro, si bien sus obras incorporan nuevas formas acordes con diferentes épocas. Durante varias décadas trabajó en estrecha colaboración con su madre, con quien expuso en su país y en el extranjero. Recibieron numerosos premios internacionales.Alrededor de 2010, se separó de su madre a nivel profesional. En ese año en particular realizó la exposición Paraguay Esquivo en París con Ediltrudis Noguera.Isídrez continuó con su labor investigadora y experimentando con nuevas técnicas y temáticas, incorporando obras de gran volumen. La obra de Isídrez debe clasificarse como arte moderno, y se caracteriza por la cerámica tradicional del campo con técnicas exóticas y contemporáneas. Destacan sus vasijas esculpidas con elementos figurativos y sus volúmenes de líneas sobrias.
Isídrez y Juana Marta Rodas realizaron numerosas exposiciones en Paraguay y en otros países, entre ellas destacan su participación en 1999 en la Bienal del Mercosur en Brasil, en 2007 formó parte de la XVI Feria Internacional de Arte Contemporáneo (ARCO) de Madrid, en 2012 participó en Documenta 13 en Kassel  y en 2024 en la Bienal de Arte de Venecia.

## Reconomientos
Isídrez recibió numerosos premios en el período que trabajó con su madre. En 1994 recibieron el Gran Premio de la Bienal Martel de Arte Contemporáneo organizado por el Centro de Artes Visuales/Museo del Barro de Paraguay. En 1998 el Premio Villa de Madrid en el Certamen para Jóvenes Creadores de Iberoamérica y recibió una mención en el Concurso Internacional de la Palma de Oro de las Bellas Artes de Mónaco. En 1999 le fueron otorgados el Premio Príncipe Claus para la Cultura y Desarrollo en Amsterdam y el Premio al Mejor Artista Artesano de la UNESCO, del Departamento Central y de la sociedad Hecho a Mano. Entre otros, también recibió en 2009 la Gran Cruz de la Orden Nacional del Mérito de Francia. En 2014, el Congreso de la Nación le otorgó la distinción «Maestro del Arte».